# Idaea effuscata
Idaea effuscata là một loài bướm đêm trong họ Geometridae.